# Червона преса
«Черво́на Пре́са» — орган Відділу друку ЦК КП(б)У та Центрального Бюро і Харківської Секції Робітничої Преси, спершу місячник, з 1930 двотижневик.
Виходив у Харкові з 1925-го по 1934 рік (174 чисел). Журнал містив матеріали з питань друку, бібліотекарства й бібліографії; 1934 його об'єднано з журналом «Робселькор».